# Pawieł Ryczagow
Pawieł Wasiljewicz Ryczagow ros. Павел Васильевич Рычагов (ur. 20 grudnia 1910?/2 stycznia 1911 w Niżnych Lichoborach (ob. Moskwa), zm. 28 października 1941 k. Kujbyszewa) – radziecki pilot wojskowy, as myśliwski, generał porucznik lotnictwa, Bohater Związku Radzieckiego (1936).

## Życiorys
W 1930 roku skończył Leningradzką Wojskowo-Teoretyczną Szkołę Lotników, a w 1931 roku 2 Wojskową Szkołę Lotników Czerwonej Floty Powietrznej w Borisoglebsku, po czym został przydzielony do 109 dywizjonu lotniczego 36 Brygady Lotnictwa Myśliwskiego Ukraińskiego Okręgu Wojskowego z siedzibą w Żytomierzu. Od 1933 roku dowódca jednostki lotniczej. W styczniu 1936 roku za osiągnięcia w pracy wojskowej, politycznej, technicznej i szkoleniowej odznaczony Orderem Lenina. Od listopada 1936 do lutego 1937 brał udział w wojnie domowej w Hiszpanii po stronie republikanów; zestrzelił wówczas 6 samolotów frankistów. Po powrocie został mianowany dowódcą 65 niszczycielskiej eskadry 81 Brygady Lotniczej. W grudniu 1937 roku wybrany deputowanym do Rady Najwyższej ZSRR 1 kadencji; w tym samym czasie został starszym doradcą wojskowym wśród radzieckich lotników-ochotników w Chinach podczas wojny z Japonią. Od marca do kwietnia 1938 roku dowódca Sił Powietrznych Moskiewskiego Okręgu Wojskowego, od kwietnia do września 1938 roku dowódca Sił Powietrznych Przymorskiej Grupy Wojsk Frontu Dalekowschodniego, w latach 1938–1939 dowódca Sił Powietrznych Samodzielnej Armii Dalekowschodniej i dowódca 9 Armii Lotniczej podczas wojny radziecko-fińskiej 1939-1940. Od kwietnia 1940 roku zastępca dowódcy Sił Powietrznych Armii Czerwonej, od lipca 1940 I zastępca szefa Głównego Zarządu Sił Powietrznych Armii Czerwonej, a od sierpnia 1940 roku naczelny dowódca Sił Powietrznych Armii Czerwonej. Od lutego do kwietnia 1941 roku równocześnie zastępca Ludowego Komisarza Obrony ZSRR ds. lotnictwa. 12 kwietnia 1941 roku usunięty ze stanowiska i skierowany na studia do Akademii Sztabu Generalnego Sił Zbrojnych ZSRR im. K. Woroszyłowa w Moskwie.
24 czerwca 1941 roku został aresztowany, poddany przesłuchaniom i torturom. 28 października 1941 bez wyroku sądu został rozstrzelany we wsi Barbysz (rejon Samara) wraz z żoną Mariją Niestierenko (która sama była majorem lotnictwa RKKA i dowódcą samodzielnej jednostki lotniczej) oraz innymi wyższymi oficerami sił powietrznych ZSRR na rozkaz szefa NKWD Ławrientija Berii. Dekretem Prezydium Rady Najwyższej ZSRR z 21 marca 1947 roku został pozbawiony tytułu Bohatera Związku Radzieckiego.
Decyzją Głównej Prokuratury Wojskowej z 23 lipca 1954 roku został pośmiertnie zrehabilitowany. 22 kwietnia 1969 roku przywrócono mu tytuł Bohatera Związku Radzieckiego.

## Odznaczenia
- Złota Gwiazda Bohatera Związku Radzieckiego (1936)
- Order Lenina (dwukrotnie)
- Order Czerwonego Sztandaru (trzykrotnie)
- Medal jubileuszowy „XX lat Robotniczo-Chłopskiej Armii Czerwonej”